# Eubergia caisa
Eubergia caisa är en fjärilsart som beskrevs av Berg 1883. Eubergia caisa ingår i släktet Eubergia och familjen påfågelsspinnare. Inga underarter finns listade i Catalogue of Life.